# 登録有形文化財
登録有形文化財（とうろくゆうけいぶんかざい）は、1996年（平成8年）の文化財保護法改正により創設された文化財登録制度に基づき、日本国によって文化財登録原簿に登録された有形文化財のことである。登録対象は当初は建造物に限られていたが、2004年（平成16年）の文化財保護法改正により建造物以外の有形文化財も登録対象となっている。登録物件は近代（明治以降）に建造・製作されたものが主であるが、江戸時代のものも登録対象になっている。

## 概要

### 登録制度創設の背景
1996年の文化財保護法改正により、従来の文化財「指定」制度に加えて、文化財「登録」制度が創設された。第二次大戦以降の日本においては、急激な都市化の進展などにより、近世末期や近代以降の多種多様な建造物が、その建築史的・文化的意義や価値を十分認識されないまま破壊される事例が相次いだ。このような反省に立ち、昭和40年代ごろから、近世の民家建築、近代の洋風建築などが国の重要文化財や、地方公共団体の文化財に指定される例が漸増していった。
しかし、急激に消滅しつつある近代の建造物の保護にあたっては、国レベルで重要なものを厳選する重要文化財指定制度のみでは不十分であり、より緩やかな規制のもとで、幅広く保護の網をかけることの必要性が議論された。こうして、重要文化財指定制度を補うものとして創設されたのが、文化財登録制度であり、登録された物件を登録有形文化財と称する。

### 登録の対象
1996年の文化財保護法改正の時点では、登録の対象は当面建造物のみとされ、美術工芸品、歴史資料などは登録対象となっていなかった。この理由は、建造物に関しては、都市化や開発の進展、生活・居住形態の変化などにより、取り壊される可能性があり、緊急に保護措置をとる必要があるためであった。
2004年の同法改正により、建造物以外の有形文化財も登録の対象となった。また、有形民俗文化財、記念物（史跡・名勝・天然記念物関係）についても、従来の「指定」制度を補完するものとして「登録」制度が導入された。登録された有形民俗文化財および記念物はそれぞれ登録有形民俗文化財、登録記念物と呼ばれる。

### 登録の抹消
この登録制度は指定制度を補完するものであるため、登録対象となる有形文化財は、国や地方公共団体の指定を受けていないものに限られる。登録有形文化財として登録された後、国の重要文化財、または地方公共団体の文化財として指定を受けた場合は、登録有形文化財としての登録は抹消される。ただし、地方公共団体の文化財として指定を受けた場合において、その登録有形文化財について、その保存および活用のための措置を講ずる必要があり、かつ、その所有者の同意がある場合は、例外的に登録を抹消しないことができる（第59条第2項ただし書）。焼失や解体などの現状変更が行われた場合も抹消される。

### 指定と登録
ウェブサイトや観光案内書などで、「登録有形文化財に指定されている」という表現をしばしば見かけるが、文化財保護法の規定上、文化財の「指定」と「登録」とは明確に区別されており、「登録有形文化財として登録されている」と表記するのが正確である。官報告示においても「文化財を登録有形文化財に登録する」という表現が用いられている。

### 登録文化財所有者の会
2005年（平成17年）、日本初の登録文化財所有者の会として大阪登文会が設立された。その後、京都府、秋田県、愛知県（愛知登文会）、群馬県、東京都、和歌山県、三重県、神奈川県、滋賀県の順に登録文化財所有者の会が設立されている。2019年（令和元年）6月には全国組織として全国登文会が設立され、愛知県半田市の小栗家住宅で設立総会が開催された。

## 登録有形文化財（建造物）
2025年（令和7年）4月1日現在、建造物の登録件数は14,391件である。登録されている物件には、以下のような多様な分野の建造物がある。
- 役所、図書館、学校、駅舎などの公共建築
- 軍隊関連施設
- 伝統産業施設
- 店舗、銀行、旅館、ホテルなどの商業建築
- 工場などの産業関連施設
- トンネル、橋梁、灯台などの交通関係建造物
- ダム、水門などの近代化遺産
- 社寺、教会などの宗教建築
- 民家、泉（飲料用水、生活用水）

これらの登録物件には、建設当時のまま現役のもの、ホテルなど別の用途で活用しつつ保存されているもの、博物館・資料館などとして公開活用されているものとに分かれる。

### 統計

#### 都道府県別
2025年（令和7年）4月1日現在、都道府県別の建造物の登録件数は以下のとおりである。登録有形文化財一覧を参照。なお2県以上なのは、栃木県と群馬県の県境にある「わたらせ渓谷鐵道笠松トンネル」と、山梨県と長野県の県境にある「唐沢堰堤」である。この2件はそれぞれの県の登録件数に含めず、「2県以上」に分類している。
|    | 都道府県 | 件数     |
| -- | -------- | -------- |
|    | 総数     | 14,391件 |
| 1  | 大阪府   | 885件    |
| 2  | 兵庫県   | 790件    |
| 3  | 京都府   | 649件    |
| 4  | 長野県   | 647件    |
| 5  | 新潟県   | 575件    |
| 6  | 愛知県   | 574件    |
| 7  | 滋賀県   | 502件    |
| 8  | 東京都   | 477件    |
| 9  | 香川県   | 451件    |
| 10 | 和歌山県 | 378件    |
| 11 | 岡山県   | 375件    |
| 12 | 群馬県   | 352件    |
| 13 | 神奈川県 | 339件    |
| 13 | 奈良県   | 339件    |
| 15 | 三重県   | 321件    |

|    | 都道府県 | 件数  |
| -- | -------- | ----- |
| 16 | 静岡県   | 317件 |
| 16 | 千葉県   | 317件 |
| 18 | 広島県   | 311件 |
| 19 | 高知県   | 296件 |
| 20 | 茨城県   | 295件 |
| 21 | 石川県   | 285件 |
| 22 | 岐阜県   | 282件 |
| 23 | 福島県   | 273件 |
| 23 | 栃木県   | 270件 |
| 25 | 鳥取県   | 258件 |
| 26 | 福井県   | 254件 |
| 27 | 大分県   | 234件 |
| 28 | 秋田県   | 230件 |
| 29 | 福岡県   | 229件 |
| 30 | 宮城県   | 218件 |
| 31 | 埼玉県   | 217件 |

|    | 都道府県 | 件数  |
| -- | -------- | ----- |
| 32 | 山形県   | 215件 |
| 33 | 徳島県   | 213件 |
| 34 | 島根県   | 212件 |
| 35 | 熊本県   | 198件 |
| 36 | 愛媛県   | 192件 |
| 37 | 山梨県   | 179件 |
| 38 | 富山県   | 160件 |
| 39 | 北海道   | 155件 |
| 40 | 長崎県   | 136件 |
| 40 | 山口県   | 136件 |
| 42 | 佐賀県   | 132件 |
| 43 | 鹿児島県 | 123件 |
| 44 | 岩手県   | 108件 |
| 46 | 宮崎県   | 102件 |
| 45 | 青森県   | 101件 |
| 47 | 沖縄県   | 87件  |
| -  | 2県以上  | 2件   |

#### 分類別
2024年（令和6年）11月22日現在、分類別の建造物の登録件数は以下のとおりになっている。
| 分類    | 件数     |
| ------- | -------- |
| 総数    | 14,432件 |
| 産業1次 | 136件    |
| 産業2次 | 1,494件  |
| 産業3次 | 1,777件  |
| 交通    | 527件    |

| 分類     | 件数  |
| -------- | ----- |
| 官公庁舎 | 253件 |
| 学校     | 457件 |
| 生活関連 | 336件 |
| 文化福祉 | 508件 |

| 分類     | 件数    |
| -------- | ------- |
| 住宅     | 6,485件 |
| 宗教     | 2,142件 |
| 治山治水 | 225件   |
| その他   | 92件    |

#### 時代別
2024年11月22日現在、時代別の建造物の登録件数は以下のとおりとなっている。昭和のうち、昭和20年までの前期は3,681件、昭和40年までの中期は651件、以降の後期は72件である。
| 分類     | 件数     |
| -------- | -------- |
| 総数     | 14,432件 |
| 江戸以前 | 2,582件  |
| 明治     | 4,523件  |
| 大正     | 2,923件  |
| 昭和     | 4,404件  |

#### 構造種別
2024年11月22日現在、構造種別の建造物の登録件数は以下のとおりとなっている。
| 分類         | 件数     |
| ------------ | -------- |
| 総数         | 14,432件 |
| 建築物       | 11,495件 |
| 土木構造物   | 678件    |
| その他工作物 | 2,259件  |

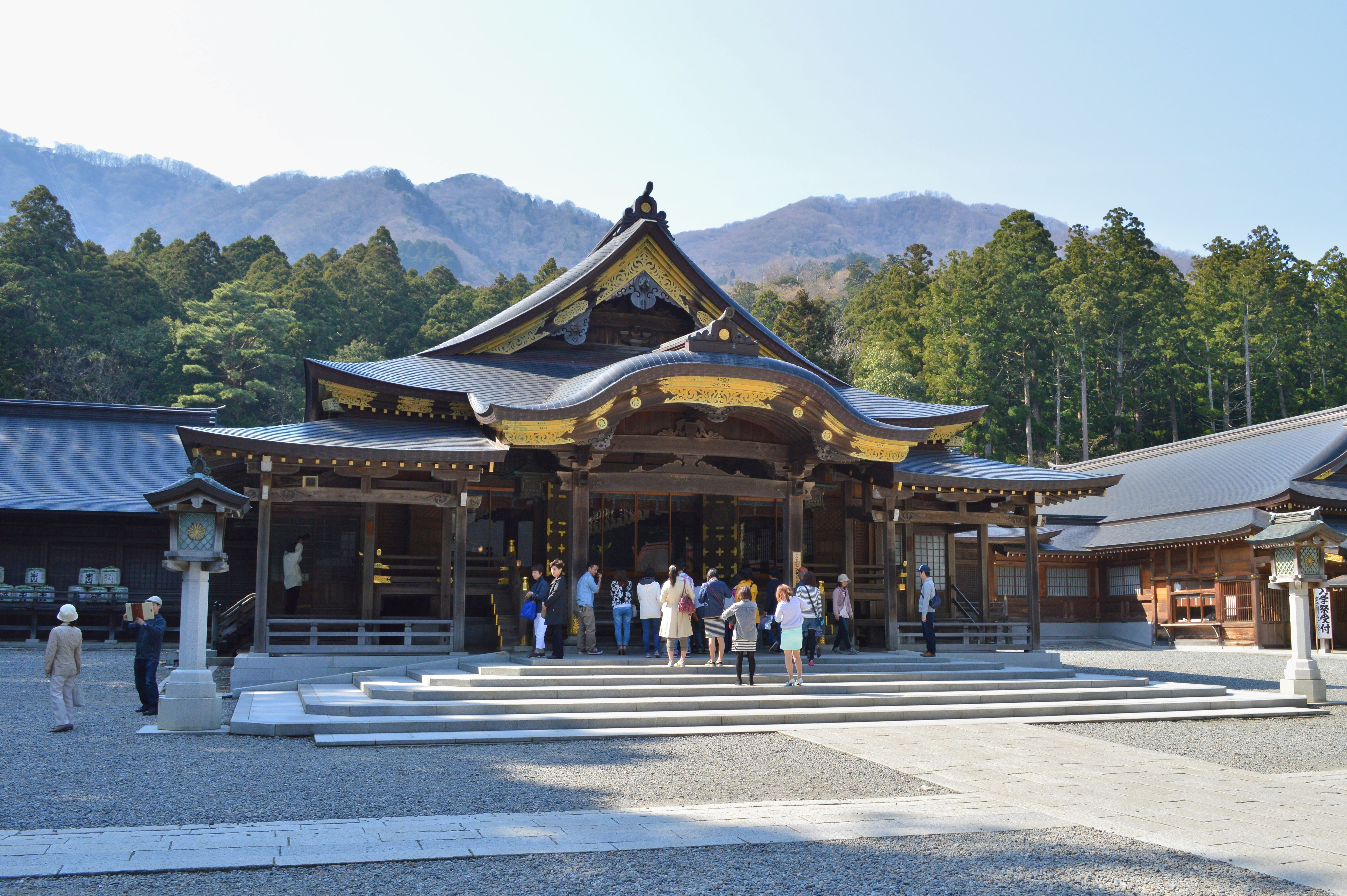
1998年登録（宗教）/彌彦神社本殿・拝殿（新潟県）
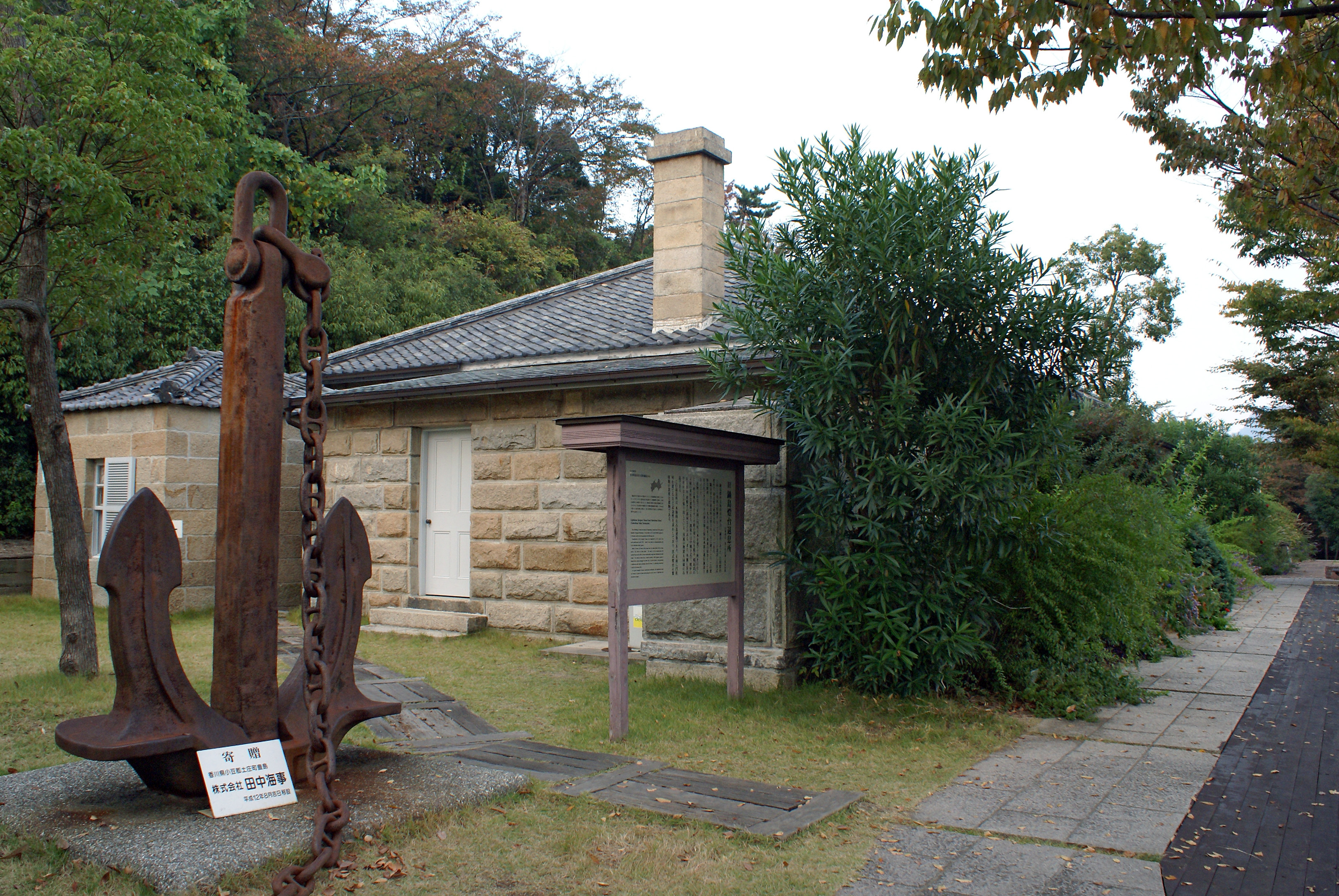
2000年登録（交通）/四国村鍋島燈台退息所（香川県）
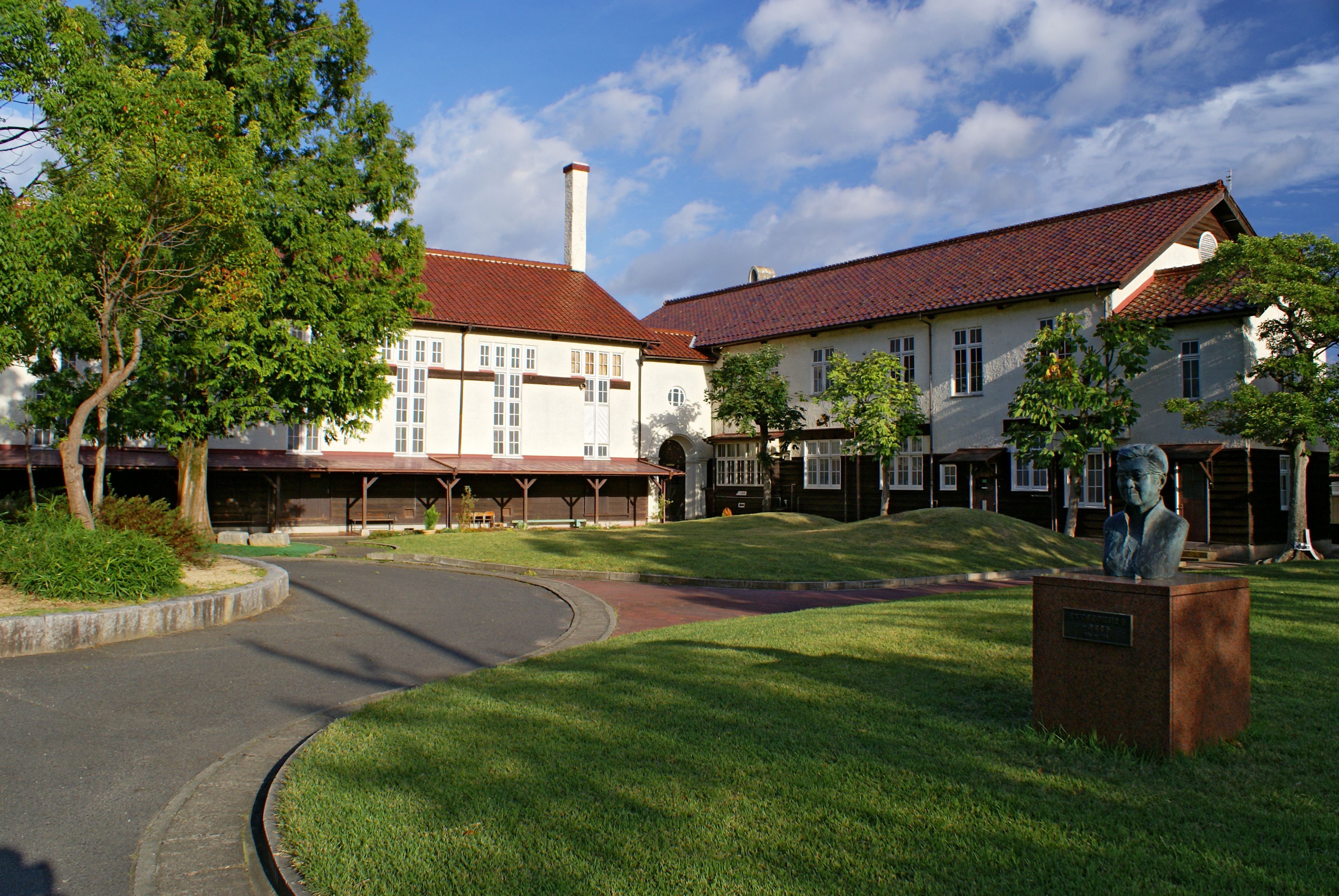
2000年登録（学校）/近江兄弟社中学校・高等学校ハイド記念館・教育会館（滋賀県）
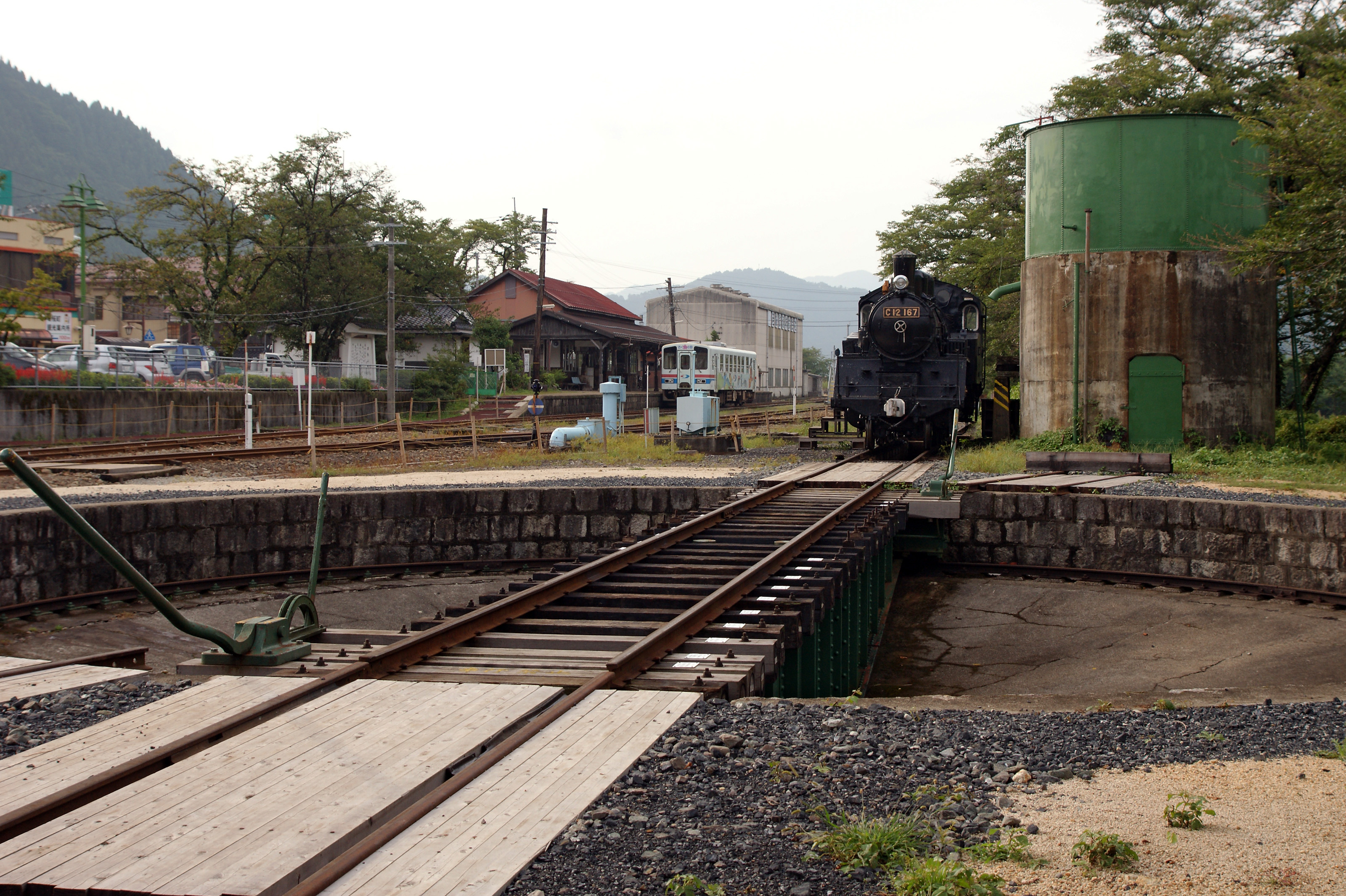
2008年登録（交通）/若桜駅 機関車転車台（鳥取県）
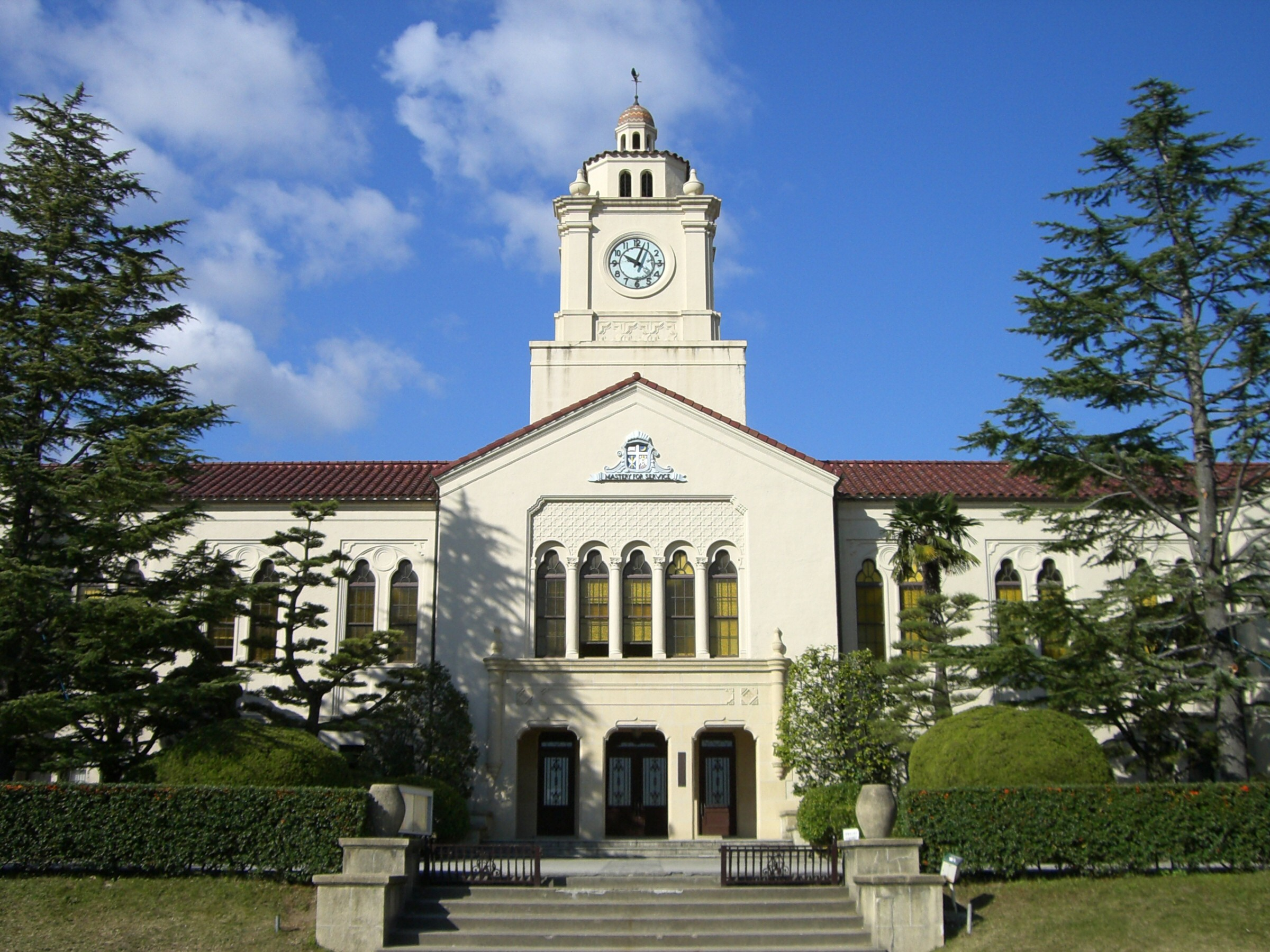
2009年登録（学校）/関西学院大学時計台（兵庫県）
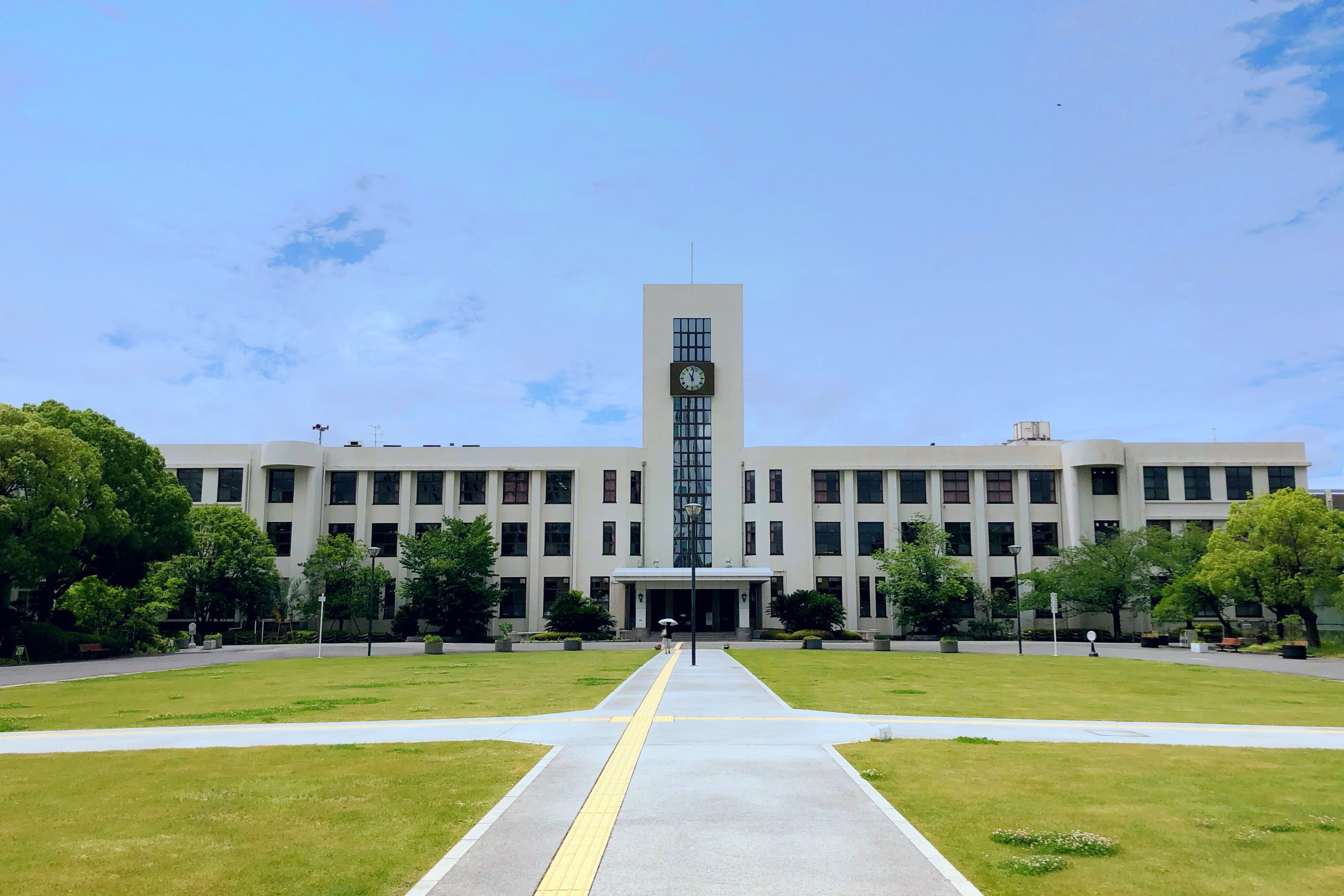
2002年登録（学校）/大阪公立大学一号館（大阪府）

## 登録有形文化財（美術工芸品）
建造物以外の有形文化財（美術工芸品）の登録有形文化財についてどのようなものが該当するかは、改正された「登録有形文化財登録基準」（文部科学省告示）に定められている。これによると、製作後50年を経過したものであって、歴史的・系統的にまとまって伝存したもの、系統的・網羅的に収集されたもの、すなわちコレクション等の一括資料になっているものであり、かつ、文化史的意義、学術的価値および歴史上の意義を有するものが登録対象となっている。
2024年8月現在、次の18件が登録されている。
第1回登録
2006年（平成18年）3月30日付で行われ（官報告示は翌31日）、次の4件が登録された。
- 工芸品の部
  - 有田磁器（柴田夫婦コレクション） 10,311点（佐賀県立九州陶磁文化館）
- 考古資料の部
  - 飛騨地域考古資料（江馬修蒐集品） 9,524点（岐阜県高山市風土記の丘学習センター）
- 歴史資料の部
  - 建築教育資料（京都帝国大学工学部建築学教室旧蔵）2,653点（京都大学）
  - 紙芝居資料 5,652点（宮城県図書館）

第2回登録
2008年（平成20年）3月7日付で行われ、次の2件が登録された。
- 書跡・典籍の部
  - 松原文庫（松原恭譲蒐集仏書資料） 1,090点（東大寺）
- 歴史資料の部
  - 工業技術資料（日本工業大学収集）178点（日本工業大学）

第3回登録
2008年7月10日付で行われ、次の3件が登録された。
- 工芸品の部
  - 並河靖之七宝資料 1,662点（財団法人並河靖之有線七宝記念財団）
- 考古資料の部
  - 越中地域考古資料（早川荘作蒐集品） 1,699点（富山県）
- 歴史資料の部
  - 工藤利三郎撮影写真ガラス原板 1,025点（奈良県奈良市（入江泰吉記念奈良市写真美術館保管））

第4回登録
2009年（平成21年）7月10日付で行われ、次の1件が登録された。
- 歴史資料の部
  - ボードイン収集紙焼付写真 528点（国立大学法人長崎大学）

第5回登録
2010年（平成22年）6月29日付で行われ、次の1件が登録された。
- 工芸品の部
  - 福井県陶磁器資料（水野九右衛門コレクション） 1,642点（福井県）

第6回登録
2011年（平成23年）6月27日付で行われ、次の2件が登録された。
- 考古資料の部
  - 本山彦一蒐集考古資料 18,945点（学校法人関西大学（関西大学博物館保管））
- 歴史資料の部
  - 彩色設計図集 632点（清水建設株式会社）

第7回登録
2012年（平成24年）9月6日付で行われ、次の1件が登録された。
- 考古資料の部
  - 諏訪地域考古資料（藤森栄一蒐集品）59,628点（諏訪市（諏訪市博物館保管））

第8回登録
2019年7月23日付で行われ、次の2件が登録された。
- 歴史資料の部
  - 建築教育・研究資料（仙台高等工業学校建築学科旧蔵）1,437点（国立大学法人東北大学）
  - 官立高等教育機関営繕組織近代建築図面（東北帝国大学営繕課旧蔵）1,139点（国立大学法人東北大学）

第9回登録
2020年9月30日付で行われ、次の1件が登録された。
- 歴史資料の部
  - 近代教科書関係資料（玉川大学収集）12,728点（学校法人玉川学園（玉川大学教育博物館保管））

第10回登録
2024年8月27日付で行われ、次の1件が登録された。
- 考古資料の部
  - 相澤忠洋蒐集考古資料 39,370点（みどり市（岩宿博物館保管））

## その他
上記の登録有形文化財は、国が文化財保護法に基づいて登録するものであるが、神奈川県横浜市（横浜市登録地域文化財）や千葉県千葉市（千葉市地域文化財）、京都府および京都市（京都府登録文化財・京都市登録文化財）、宮城県仙台市（仙台市登録文化財）などのように、指定文化財制度以外に独自の「登録」文化財制度を制定している地方自治体も存在する。このため、国のものと混同しないよう各自治体の文化財保護条例やホームページを確認する必要がある。